# العلاقات الفلبينية الإسبانية
العلاقات الفلبينية الإسبانية هي العلاقات الثنائية التي تجمع بين الفلبين وإسبانيا. تمتد العلاقات بين الدولتين من القرن السادس عشر إلى الوقت الحاضر وتصف بأنها علاقة خاصة ؛ كانت الفلبين المستعمرة الوحيدة للإمبراطورية الإسبانية في آسيا لأكثر من ثلاثة قرون. كلا البلدين عضوان في رابطة أكاديميات اللغة الإسبانية والأمم المتحدة. 

## الاتفاقات الثنائية
وقعت الدولتان على عدد كبير من الاتفاقيات الثنائية مثل معاهدة الحقوق المدنية والسلطات القنصلية (1948) ومعاهدة تصديق الشهادات الأكاديمية وممارسة المهن (1949) واتفاقية النقل الجوي (1951) واتفاقية إلغاء التأشيرات لحاملي جوازات السفر الدبلوماسية والرسمية (1962) واتفاقية التعاون الفني في مجال السياحة (1971) واتفاقية الضمان الاجتماعي (1988) واتفاقية التعاون الاقتصادي والصناعي (1988) واتفاقية تجنب الازدواج الضريبي ومنع التهرب الضريبي من ضرائب الدخل (1989) واتفاقية التشجيع والحماية المتبادلة للاستثمارات (1992) ومعاهدة تسليم المجرمين (2004) ومذكرة تفاهم حول التعاون الفني في مجال السياحة (2007) ومذكرة تفاهم للتعاون في مجال الطاقات المتجددة والوقود الحيوي (2007) واتفاقية التعاون الثقافي والرياضي والتعليمي (2007) ومعاهدة بشأن نقل الأشخاص المدانين (2007) واتفاقية التعاون في مكافحة الجريمة العابرة للحدود الوطنية (2015). 

## البعثات الدبلوماسية المقيمة
للفلبين سفارة في مدريد وقنصلية عامة في برشلونة.
لإسبانيا سفارة في مانيلا. 

## مقارنة بين البلدين
هذه مقارنة عامة ومرجعية للدولتين:
| وجه المقارنة                                              | الفلبين                       | إسبانيا                                                                             |
| --------------------------------------------------------- | ----------------------------- | ----------------------------------------------------------------------------------- |
| المساحة (كم2)                                             | 343.45 ألف                    | 505.99 ألف                                                                          |
| عدد السكان (نسمة)                                         | 104.92 مليون                  | 46.73 مليون                                                                         |
| الكثافة السكانية (ن./كم²)                                 | 305.49                        | 92.35                                                                               |
| العاصمة                                                   | مانيلا                        | مدريد                                                                               |
| اللغة الرسمية                                             | اللغة الفلبينية، لغة إنجليزية | اللغة الإسبانية، اللغة الغاليسية، لغة بشكنشية، اللغة الكتالونية، اللغة الأوكسيتانية |
| العملة                                                    | بيسو فلبيني                   | يورو، بيزيتا إسبانية                                                                |
| الناتج المحلي الإجمالي (بليون دولار)                      | 313.60 مليار                  | 1.31 تريليون                                                                        |
| الناتج المحلي الإجمالي (تعادل القوة الشرائية) بليون دولار | 743.90 مليار                  | 1.77 تريليون                                                                        |
| الناتج المحلي الإجمالي الاسمي للفرد دولار أمريكي          | 2.90 ألف                      | 28.16 ألف                                                                           |
| الناتج المحلي الإجمالي للفرد دولار أمريكي                 | 7.39 ألف                      | 38.00 ألف                                                                           |
| مؤشر التنمية البشرية                                      | 0.668                         | 0.876                                                                               |
| رمز المكالمات الدولي                                      | +63                           | +34                                                                                 |
| رمز الإنترنت                                              | .ph                           | .es                                                                                 |
| المنطقة الزمنية                                           | توقيت الفلبين                 | ت ع م+01:00، ت ع م+02:00                                                            |

## مدن متوأمة
في ما يلي قائمة باتفاقيات التوأمة بين مدن فلبينية وإسبانية:
- ترتبط مانيلا مع مالقة باتفاقية توأمة منذ 1966.[22][22][22][22]
- ترتبط مدينة زامبوانجا مع سرقسطة باتفاقية توأمة.
- ترتبط بالر مع مربلة باتفاقية توأمة منذ 4 سبتمبر 2005.

## منظمات دولية مشتركة
يشترك البلدان في عضوية مجموعة من المنظمات الدولية، منها:
| علم المنظمة | اسم المنظمة                               | تاريخ انضمام الفلبين | تاريخ انضمام إسبانيا |
| ----------- | ----------------------------------------- | -------------------- | -------------------- |
|             | بنك التنمية الآسيوي                       | 1966                 | 1986                 |
|             | مؤسسة التنمية الدولية                     | 28 أكتوبر 1960       | 18 أكتوبر 1960       |
|             | يونسكو                                    | 21 نوفمبر 1946       | 30 يناير 1953        |
|             | وكالة ضمان الاستثمار متعدد الأطراف        | 8 فبراير 1994        | 29 أبريل 1988        |
|             | الأمم المتحدة                             | 24 أكتوبر 1945       | 14 ديسمبر 1955       |
|             | الفريق المعني برصد الأرض                  | ?                    | ?                    |
|             | الاتحاد البريدي العالمي                   | ?                    | ?                    |
|             | البنك الدولي للإنشاء والتعمير             | 27 ديسمبر 1945       | 15 سبتمبر 1958       |
|             | المنظمة الهيدروغرافية الدولية             | ?                    | ?                    |
|             | الاتحاد الدولي للاتصالات                  | 25 مايو 1912         | 1866                 |
|             | منظمة حظر الأسلحة الكيميائية              | ?                    | ?                    |
|             | مؤسسة التمويل الدولية                     | 12 أغسطس 1957        | 24 مارس 1960         |
|             | المركز الدولي لتسوية المنازعات الاستشارية | 17 ديسمبر 1978       | 17 سبتمبر 1994       |
|             | منظمة التجارة العالمية                    | 1995                 | ?                    |
|             | منظمة الشرطة الجنائية الدولية             | ?                    | ?                    |

## أعلام
هذه قائمة لبعض الشخصيات التي تربطها علاقات بالبلدين:
- إنريكيه إغليسياس (8 مايو 1975 – )
- إيميلدا ماركوس (2 يوليو 1929[37][38] – )
- باولينو ألكانتارا (لاعب كرة قدم، 7 أكتوبر 1896 – 13 فبراير 1964[39])
- خوان لونا (23 أكتوبر 1857[40] – 7 ديسمبر 1899[40][41])
- خورخي سانتايانا (فيلسوف أمريكي إسباني، 16 ديسمبر 1863[42][43][44] – 26 سبتمبر 1952[42][43][44])
- مانويل كويزون (19 أغسطس 1878[45][46] – 1 أغسطس 1944[45][46][47])

## وصلات خارجية
- موقع وزارة الخارجية الفلبينية
- موقع وزارة الخارجية الإسبانية